# Schellhorn (Brilon-Wald)
Das Schellhorn im nordrhein-westfälischen Hochsauerlandkreis ist ein bis 760 m ü. NHN hoher Höhenzug des Hochsauerländer Schluchtgebirges, einem Naturraum des Rothaargebirges.

## Geographie

### Lage
Das Schellhorn liegt im Norden des Rothaargebirges. Direkt westlich außerhalb des Naturparks Diemelsee erstreckt es sich zwischen dem Briloner Ortsteil Brilon-Wald im Norden, den jeweils etwas entfernten Olsberger Ortsteilen Elleringhausen im Nordwesten und Bruchhausen im Westen, die alle in Westfalen liegen, sowie dem ebenfalls etwas entfernten Willingen im Südosten mit dessen Ortsteil Hoppern im Süden, die sich im benachbarten Nordhessen befinden.

### Naturräumliche Zuordnung
Das Schellhorn gehört in der naturräumlichen Haupteinheitengruppe Süderbergland (Nr. 33), in der Haupteinheit Rothaargebirge (mit Hochsauerland) (333) und in der Untereinheit Hochsauerländer Schluchtgebirge (333.8) überwiegend zum Naturraum Schellhorn- und Treiswald (333.82). Nach Norden fällt die Landschaft in den Naturraum Habuch (333.83) ab und nach Süden leitet sie zur Untereinheit Winterberger Hochland (333.5) mit dem im Naturraum Langenberg (333.58) gelegenen Hoppernkopf (805,6 m) über.

### Erhebungen
Die beiden Haupterhebungen des Höhenzugs Schellhorn sind – sortiert nach Höhe in Meter (m) über Normalhöhennull (NHN):
- Großer Kluskopf (760,0 m),[1] im Süden
- Rehkopf (675,1 m),[3] im Norden

Vom Hoppernkopf trennt den Höhenzug eine 78 m tiefe Scharte, während die des Hoppernkopfes zum Langenberg nur 40 m tief ist. Dessen ungeachtet wird aber auch der ebenfalls zwischen Schellhornbach und Hoppecke gelegene Hoppernkopf oft als Teil des Schellhorn gesehen.

### Gewässer
Östlich vorbei am Schellhorn verläuft der Diemel-Zufluss Hoppecke, in die nördlich des Höhenzugs die westlich von ihm fließende Schmala (auch Schmalah oder Schellhornbach genannt) mündet; an der Schmala liegt die Stauanlage Schmala zu der unter anderem der Schmalastausee gehört. Im Bereich des Großen Kluskopfs liegen die Quellen der Hoppecke-Zuflüsse Steinsiepen und Klußsiepen.

## Schutzgebiete
Auf dem Schellhorn liegen Teile des Landschaftsschutzgebiets Hoppecke-Diemel-Bergland (Landschaftstyp A) (CDDA-Nr. 345020; 1989 ausgewiesen; 78,03 km² groß). Zudem befindet sich nördlich vom Gipfel des Großen Kluskopfs das Naturschutzgebiet Großer Kluskopf (CDDA-Nr. 329397; 2001; 2,53 ha).

## Verkehr und Wandern
Östlich vorbei am Schellhorn führt im Hoppecketal zwischen Brilon-Wald im Nordnordwesten und Willingen im Südsüdosten die Bundesstraße 251, von der südlich von Brilon-Wald die westwärts in Richtung Elleringhausen und Bruchhausen führende Landesstraße 743 abzweigt. Der Höhenzug ist auf Wald- und Wanderwegen zu erreichen, zum Beispiel auf dem Rothaarsteig. Die Ladestelle Schellhorn an der Bahnstrecke Wega–Brilon Wald war bis 1927 auch im Personenverkehr in Betrieb.